# 易制毒化学品
易制毒化学品（或 Drug precursors）是指本身不具有毒品性质，但能用于合成毒品的前体物质。由于这些有机化合物还有许多合法的商业用途，故许多国家对其生产、经营、购买、运输和进口、出口行为进行了一定的管控。